# عبد العزيز محمود بوشهري
عبد العزيز محمود بوشهري (1930 - 2004) وزير الشؤون الاجتماعية والعمل الكويتي السابق مُنذ عام 1978 حتى 1981.

## سيرته
عمل بمهنة التدريس نحو ستة أعوام مدرسًا لمادة الرياضيات في المدرسة الشرقية للبنين، وفي عام 1954 انتقل إلى دائرة الشؤون الاجتماعية والعمل وتدرج في مناصب عدة إلى ان وصل إلى وظيفة وكيل وزارة، واكتسب خبرة واسعة بالقضايا العمالية وأنظمة العمل، وأصبح وزيراً للشؤون الاجتماعية والعمل في حكومة فبراير 1978، وبعد العمل الوزاري مارس الكتابة والعمل الصحفي، فكتب في مجلة «الرائد» الشهرية والأسبوعية، وتولى رئاسة تحرير مجلة «المجتمع»، التي كان يصدرها قسم الإرشاد الاجتماعي في وزارة الشؤون في ذلك الوقت.